# 月川翔
月川 翔（つきかわ しょう、1982年8月5日 - ）は、日本の映像ディレクター。東京都出身。スターダストプロモーション関連のSTARDUST CREATORS所属。

## 経歴
東京芸術大学大学院映像研究科修了。
成城大学法学部在学中にJCF学生映画祭グランプリなどを受賞。その後、東京芸術大学大学院映像研究科で、黒沢清・北野武教授のもと『心』などを監督。
ウォン・カーウァイ、ソフィア・コッポラらが審査員を務めた「LOUIS VUITTON Journeys Awards 2009」にて審査員グランプリ、また映画『グッドカミング〜トオルとネコ、たまに猫〜』では「Short Shorts Film Festival & Asia 2012」ミュージックShort部門シネマティックアワード・優秀賞を受賞。
映画・テレビドラマの監督、脚本のほか、ミュージックビデオやCMなども手掛けている。

## 監督作品

### 長編映画
- きっかけはYOU!（2011年）
- Cheerfu11y（2011年）
- 携帯彼氏＋（2012年）[5]
- 携帯彼女＋（2012年）[6]
- グッドカミング 〜トオルとネコ、たまに猫〜（2012年）[7]
- ゴーストバンド（2013年）[8][9]
- ビタースウィート〜オトナの交差点（2014年）[10]
- この世で俺/僕だけ（2015年）[11][12]
- 黒崎くんの言いなりになんてならない（2016年）
- 君と100回目の恋（2017年） [13]
- 君の膵臓をたべたい（2017年）[14]
- となりの怪物くん（2018年）[15]
- センセイ君主（2018年）[16]
- 響 -HIBIKI-（2018年）[17]
- 君は月夜に光り輝く（2019年）
- そして、生きる（2019年）
- ディア・ファミリー（2024年）[18]

### テレビドラマ
- ボクらが恋愛できない理由（2012年、テレビ東京）[19]
- みんな!エスパーだよ! 第8話・第9話（2013年、テレビ東京）
- この世で俺/僕だけ（2013年、BSジャパン）
- 佐藤家の朝食、鈴木家の夕食（2013年、BSジャパン）[20]
- 太鼓持ちの達人〜正しい××のほめ方〜 第4話 - 第7話（2015年、テレビ東京）
- となりの関くんとるみちゃんの事象（2015年、MBS・TBS）
- ダメな私に恋してください 第5話・第7話（2016年、TBS）
- そして、生きる（2019年、WOWOW）[21]
- スイッチ （2020年6月21日、テレビ朝日）

### Webドラマ
- 幽☆遊☆白書（2023年、Netflix）[22]
- 匿名の恋人たち（2025年、Netflix）[23]

### ショートムービー
- LOUIS VUITTON「The time walker」（2009年）
- LOUIS VUITTON×SPUR「The time walker with IDYLLE」[24]（2010年）
- モバドラ『4×4（フォー・バイ・フォー）』（2010年）[25]
- NTT×フジテレビ「電報日和」[26]第1～5話（2011年）
- docomo「恋するアプリ」（2012年）
- Heather「Heather LOVE Short Movies」（2012年）
- ワコール「 Salute Special Movie」（2012年）
- NOTTV ラヴコンシェル「明日の彼女、あさっての彼」（2012年）
- UULA 「3年ぶりに会った元カレの件」（2013年）
- BEAMS「The perfect gift shop BEAMS」（2014年）

### CM
- NHK Eテレ「0655 おはようソング 電車で化粧はやめなはれ」
- 浜松全天周シアター「AGGRESSOR」
- ニューギン「戦国武将列伝 伊達政宗」
- 四国電力 企業広告
- 丸美屋「こだわり食感 ヒーローショー篇」
- ネスレ「キットカット オトナの甘さ」
- Samantha Vega ×『ひるなかの流星』
- カンロ 「ピュレグミ×君月」

### ミュージック・ビデオ
- 欅坂46「角を曲がる (平手友梨奈)」[27]
- TWICE「I Want You Back」
- ももいろクローバーZ「泣いてもいいんだよ〜父の日ver」
- RADWIMPS「携帯電話」
- Every Little Thing「START」
- HKT48「泥のメトロノーム」
- SKE48「愛のルール」
- SPEED「指環」
- TEE「電話で抱きしめて」
- シクラメン「どんなに どんなに」「101」
- シナリオアート「フユウ」
- 奥華子「冬花火」
- FLOW「旅立ちグラフィティ」
- K「Brand New Day」
- KIDS「38.5℃」
- 真野恵里菜「NEXT MY SELF」
- moumoon「緑の道」
- メロライド「ココニアル」「コイノシュラバ」
- Rihwa「シュークリーム」
- 石井杏奈「路面電車に乗れば」「You're my Hero」
- 吉川友「きっかけはYOU!」
- Good Coming「君想う唄」
- トミタ栞「17歳の歌」
- hinaco「101年後」
- Jam9「チャイム」
- JEMSTONE「eternal〜永遠人〜」
- King & Prince「I promise」（Story ver.）[28]

## 受賞歴
- JCF学生映画祭 2003／グランプリ
- 東京学生映画祭 2004／準グランプリ
- LOUIS VUITTON Journeys Awards 2009／審査員グランプリ（「The time walker」）
- Short Shorts Film Festival & Asia 2012／ミュージックShort部門シネマティックアワード・優秀賞（『グッドカミング～トオルとネコ、たまに猫～』）
- 第41回 日本アカデミー賞／優秀作品賞（『君の膵臓をたべたい』）